# ソマリアの大統領一覧
ソマリアの大統領一覧（ソマリアのだいとうりょういちらん）では、特記なき限り、ソマリアを代表すると国際的に承認された政府の歴代大統領について一覧を記載する。ソマリアの一部を構成し、事実上独立状態となっているソマリランドならびにプントランドの大統領については、それぞれの大統領の項目を参照されたい。

## ソマリア内戦勃発後から現在の位置付け
バーレ政権の崩壊後、軍閥やイスラム法廷会議などの勢力により内戦が繰り広げられ、正統な中央政府は構築されていなかった。ソマリア暫定国民政府(TNG)の大統領として2000年8月27日に就任したアブディカシム・サラ・ハッサンおよび2004年10月14日にその後を継いだソマリア暫定連邦政府(TFG)のアブドゥラヒ・ユスフが対外的にはソマリアの国家元首とされたが、2008年12月29日に暫定政府内の対立からユスフは辞任。2009年1月31日、穏健イスラーム主義勢力の指導者、シェイフ・シャリーフ・シェイフ・アフマドが新たに暫定政府大統領に就任した。この時まで、暫定政府というソマリア国内で数多く活動する一勢力の長という位置付けに過ぎず、ソマリア国家の版図を統治する正統な中央政府は存在しなかった（対外的にソマリアを代表する権能は保持）。
2012年8月1日に暫定憲法が採択され、これに従って連邦議会議員を選出。8月20日に予定通りTFGによる暫定統治は終了し、9月10日に連邦議会によってハッサン・シェイク・モハムドが大統領に選出された。暫定憲法による大統領任期は4年間と定められている。次期大統領選挙は予定日からは延期されたが2017年2月8日に行われ、モハメド・アブドゥライ・モハメドが当選した。2021年2月の任期満了までに次期大統領の選出方法について合意ができなかったため、下院議会によりモハメドの任期は2年間延長されたものの上院議長が違憲と批判し、モハメドは上院の採決を待つことなく任期延長の法案に署名。これにより抗議デモが発生し内外から批判が続出したため、モハメドは4月28日に任期延長法を撤回。5月1日に下院議会が全会一致で大統領任期延長を撤回し、2020年9月17日の合意に立ち返り、ローブル首相が次期大統領選挙の準備・実施を行うことも同時に承認した。結局、大統領選挙は2022年5月15日に執行された。

## 大統領の一覧
| ソマリア共和国       |                                                                       |          |                               |                         |                        |                                 |             |                                          |
| 代                   | 大統領                                                                | 大統領   | 所属政党                      | 出身氏族 （支族）       | 期                     | 在任期間                        | 在任期間    | 備考                                     |
| 01                   | アデン・アブドラ・ウスマン Aadan Cabdulle Cismaan Dacar               |          | ソマリ青年同盟 （SYL）        | ハウィエ (Mudulood)     | 1                      | 1960年7月1日 - 1967年6月30日    | 6年 + 364日 |                                          |
| 02                   | アブディラシッド・アリー・シェルマルケ Cabdirashiid Cali Sharma'arke  |          | ソマリ青年同盟 （SYL）        | ダロッド (Majeerteen)   | 2                      | 1967年6月30日 - 1969年10月15日  | 2年 + 107日 | 在任中に死去                             |
| 0－                  | シェイハ・ムクター・モハメド・フセイン Sheekh Mukhtaar Maxamed Xuseen |          | ソマリ青年同盟 （SYL）        | ラハンウェイン (Hadame) | 2                      | 1969年10月15日 - 1969年10月21日 | 6日         | 大統領代行 （国民議会議長） 在任中に解任 |
| ソマリア民主共和国   |                                                                       |          |                               |                         |                        |                                 |             |                                          |
| 代                   | 大統領                                                                | 大統領   | 所属政党                      | 出身氏族 （支族）       | 期                     | 在任期間                        | 在任期間    | 備考                                     |
| 03                   | モハメド・シアド・バーレ Maxamed Siyaad Barre                         |          | ソマリ社会主義革命党 （SRSP） | ダロッド (Marehan)      | 4                      | 1969年10月21日 - 1980年         | 21年 + 98日 |                                          |
| 03                   | モハメド・シアド・バーレ Maxamed Siyaad Barre                         | 5        | ソマリ社会主義革命党 （SRSP） | ダロッド (Marehan)      | 1980年 - 1986年        |                                 | 21年 + 98日 |                                          |
| 03                   | モハメド・シアド・バーレ Maxamed Siyaad Barre                         | 6        | ソマリ社会主義革命党 （SRSP） | ダロッド (Marehan)      | 1986年 - 1991年1月27日 | 在任中に逃亡                    | 21年 + 98日 |                                          |
| ソマリア暫定政府     |                                                                       |          |                               |                         |                        |                                 |             |                                          |
| 代                   | 大統領                                                                | 大統領   | 所属政党                      | 出身氏族 （支族）       | 期                     | 在任期間                        | 在任期間    | 備考                                     |
| 04                   | アリ・マフディ・ムハンマド                                            |          | 統一ソマリ会議 （USC）        | ハウィエ (Abgaal)       | 7                      | 1991年1月29日 - 1997年1月3日    | 5年 + 340日 |                                          |
| （空席）             | （空席）                                                              | （空席） | （空席）                      | （空席）                | -                      | 1997年1月3日 - 2000年8月27日    | 3年 + 237日 |                                          |
| 0－                  | モハメッド・ファッラ・アイディード                                    |          | ソマリ国民同盟 （SNA）        | ハウィエ (Habar Gidir)  | -                      | 1995年1月15日 - 1996年8月1日    | 1年 + 199日 | 自称                                     |
| 0－                  | フセイン・モハメド・ファラー・アイディード                            |          | ソマリ国民同盟 （SNA）        | ハウィエ (Habar Gidir)  | -                      | 1996年8月2日 - 1998年3月20日    | 1年 + 230日 | 自称                                     |
| ソマリア暫定国民政府 |                                                                       |          |                               |                         |                        |                                 |             |                                          |
| 代                   | 大統領                                                                | 大統領   | 所属政党                      | 出身氏族 （支族）       | 期                     | 在任期間                        | 在任期間    | 備考                                     |
| 05                   | アブディカシム・サラ・ハッサン                                        |          | 無所属                        | ハウィエ (Habar Gidir)  | 8                      | 2000年8月27日 - 2004年10月14日  | 4年 + 48日  |                                          |
| ソマリア暫定連邦政府 |                                                                       |          |                               |                         |                        |                                 |             |                                          |
| 代                   | 大統領                                                                | 大統領   | 所属政党                      | 出身氏族 （支族）       | 期                     | 在任期間                        | 在任期間    | 備考                                     |
| 06                   | アブドゥラヒ・ユスフ                                                  |          | 無所属                        | ダロッド (Majeerteen)   | 9                      | 2004年10月14日 - 2008年12月29日 | 4年 + 76日  |                                          |
| 0－                  | アダン・モハメド・ヌール・マドベ                                      |          | ラハンウェイン抵抗軍 （RRA）  | ラハンウェイン (Hadame) | 9                      | 2008年12月29日 - 2009年1月31日  | 33日        | 大統領代行 （連邦議会議長）              |
| 07                   | シェイフ・アフマド                                                    |          | ソマリア再解放連盟 （ARS）    | ハウィエ (Abgaal)       | 10                     | 2009年1月31日 - 2012年8月20日   | 3年 + 202日 |                                          |
| ソマリア連邦共和国   |                                                                       |          |                               |                         |                        |                                 |             |                                          |
| 代                   | 大統領                                                                | 大統領   | 所属政党                      | 出身氏族 （支族）       | 期                     | 在任期間                        | 在任期間    | 備考                                     |
| 0－                  | ムッセ・ハッサ・アブドゥレ                                            |          | 無所属                        | ダロッド (Marehan)      | －                     | 2012年8月20日 - 2012年8月28日   | 8日         | 大統領代行 （連邦議会議長）              |
| 0－                  | モハメド・オスマン・ジャワリ                                          |          | 無所属                        | ラハンウェイン (Hadame) | －                     | 2012年8月28日 - 2012年9月16日   | 18日        | 大統領代行 （連邦議会議長）              |
| 08                   | ハッサン・シェイク・モハムド                                          |          | 平和開発党 (PDP)              | ハウィエ (Abgaal)       | 11                     | 2012年9月16日 - 2017年2月8日    | 4年 + 145日 |                                          |
| 09                   | モハメド・アブドゥライ・モハメド                                      |          | タヨ党 (TPP)                  | ダロッド (Marehan)      | 12                     | 2017年2月8日 - 2022年5月23日    | 5年 + 104日 |                                          |
| 10                   | ハッサン・シェイク・モハムド                                          |          | 平和開発連合党 (UPD)          | ハウィエ (Abgaal)       | 12                     | 2022年5月23日 - （現職）        | 2年 + 293日 |                                          |